# ヴィタリー・ジワトフ
ヴィタリー・ジワトフ（Vitaly Zhivatov、1992年2月16日 - ）は、ロシアのラグビーユニオン選手。

## プロフィール
- ロシア・オリョール州出身[1]。
- ポジションはフランカー(FL)。
- 身長 185cm、体重 98kg
- ロシア代表キャップは15（2021年9月現在）。

## 略歴
2019年、ラグビーワールドカップ2019のロシア代表に選ばれた。